# 考措尔洛克
考措尔洛克，是匈牙利佐洛州所辖的一个村，总面积7.60平方公里，总人口228，人口密度30.0人/平方公里（2010年1月1日）。